# Psilotum
Psilotum és un gènere de plantes vasculars sense llavors de l'ordre Psilotales. Inclou dues espècies pròpies d'Àsia i Amèrica.

## Espècies i la distribució
Hi ha dues espècies, Psilotum nudum i Psilotum complanatum, amb un híbrid conegut entre els dos, Psilotum × intermedium W. H. Wagner.
La distribució de Psilotum és tropical i subtropical, al Nou Món, Àsia i la regió del Pacífic. Les latituds més altes conegudes es troben a Carolina del Sud i el sud del Japó per a P. nudum.
Psilotum nudum te una única i reduïda població a Europa, a la península Ibèrica, concretament al Parc Natural de los Alcornocales, a la província de Cadis. L'espècie està estrictament protegida i catalogada com en perill crític d'extinció per la legislació espanyola.

## Relació amb les falgueres
Les Psilotaceae tradicionalment no s'ha considerat autèntiques falgueres, però, en canvi, es tenen per un ancestre "primitiu" de les plantes vasculars similars als fòssils de Rhyniophytes i Psilophyta. A més, no tenen veritables fulles ni arrels (com els briòfits), i, per tant, representen l'estadi més simple de plantes vasculars.
Les dades moleculars més recents recolzen l'evidència morfològica que podrien relacionar-se amb les falgueres (divisió Pteridophyta) malgrat haver perdut una sèrie de característiques pròpies de les falgueres.

## Gametòfit
La generació gametofítica de Psilotum nudum L. Beauv. (P. triquetrum Swartz) és inusual en tenir una estructura de ramificació singular amb el teixit vascular al centre. La nutrició del gametòfit sembla heteròtrofa i recorda a la dels fongs.